# Wikenzij Ralzewitsch
Wikenzij Iwanawitsch Ralzewitsch (belarussisch Вікенцій Іванавіч Ральцэвіч, russisch Викентий Иванович Ральцевич Wikenti Iwanowitsch Ralzewitsch, wiss. Transliteration Vikentij Ivanovič Ral’cevič; * 20. Januar 1936 in Garbawitschy, Rajon Tschawussy, Mahiljouskaja Woblasz, Weißrussische SSR, Sowjetunion; † 1. Oktober 2020 in Wizebsk, Belarus) war ein belarussischer Maler.

## Leben
Ralzewitsch absolvierte 1957 das Studium an der Minsker Kunstschule (heute Minsker Staatliches Kunst College A. Glebov) und 1963 am Belarussischen Theater- und Kunstinstitut (heute Belarussische Staatliche Kunstakademie) in Minsk. Ralzewitsch lebte und arbeitete in Wizebsk.

## Werk
Zum ersten Mal wurden seine Arbeiten 1964 in Moskau auf der 10. Allunionsausstellung der Diplomarbeiten ausgestellt.
Die Suche nach neuen technischen Möglichkeiten für eine vollkommenere Umsetzung seiner Ideen war und blieb eine Konstante für Ralzewitsch. In der Allunionsausstellung in der Manege in Moskau 1966 wurde sein Triptychon „Alt Vitebsk“ als Gravuren auf Karton ausgestellt. Allerdings handelte es sich nicht um Gravuren, d. h. Hochdruckverfahren, sondern um Arbeiten im Flachdruckverfahren.
Ralzewitsch trug viel zur Entwicklung des Aquarells bei. Seine Aquarelle unterscheiden sich von der klassischen Technik durch die Verwendung des Borstenpinsels, der die Oberfläche des Papiers aufraut und hierdurch das Eindringen der Farbe in tiefere Schichten ermöglicht, wodurch die Farben ausdrucksvoller und intensiver erscheinen, was die Ausdrucksmöglichkeiten des Aquarells verstärkt.
Als Ralzewitsch an der ersten Aquarell-Allunionsausstellung 1965 teilnahm, zog er die Aufmerksamkeit auf sich und wurde als Anerkennung zur internationalen plein air „Bieszczady 76“ („Bieszczady 76“) entsandt. Dort wurde sein Aquarell-Werk mit einem Preis ausgezeichnet.
Ralzewitschs Interessen in der bildenden Kunst waren vielfältig. Er arbeitete erfolgreich in der Öl- und Temperamalerei, er beschäftigte sich mit Monumentalmalerei, Mosaik und Glasfenstern. In der Glasmalerei entwickelte er einen eigenen Stil.
1993 schuf er sein erstes Werk der esoterischen Kunst (EZO), ein Skulpturrelief, das aus dem Malen in einer Ebene durch Polieren der Oberfläche verwandelt wird. EZO ist dem Edelstein am nächsten, dem Juwel. Die verborgene Schönheit des Steins erscheint erst nach dem Schleifen. Im Gegensatz zu anderer Kunst, wo Farbe und Form bewusst verwendet werden, ist Ezo nicht vorhersehbar. Daher sind Kopien und Wiederholungen ausgeschlossen. In den verborgenen Farbschichten von EZOs Farben, wie in der Malerei, treten unerwartete Metamorphosen auf. In der Malerei bleiben sie verborgen, und die EZO vermag mit Hilfe des „Schleifens“ das Innere der Farbschicht freizulegen. Die Farbschicht unterscheidet sich von der Oberfläche des Gemäldes, wie der polierte Edelstein vom Kopfsteinpflaster.
Seine Werke wurden durch Preise ausgezeichnet und befinden sich in öffentlichen und privaten Sammlungen. In Deutschland beteiligte er sich im Jahr 2014 an Ausstellungen in Grenzau und Bendorf und erneut 2015 (u. a. zusammen mit Armin Mueller-Stahl).